# Etnologische tentoonstelling met Australische Aboriginals
In de tweede helft van de 19e eeuw organiseerde de Canadese showman Robert A. Cunningham een groot aantal etnologische tentoonstellingen in Amerika en Europa, waarin hij twee groepen Australische Aboriginals exposeerde. Met de eerste groep was hij actief tussen 1883 en 1887, met de tweede groep tussen 1893 en 1898.

## De eerste groep
De eerste groep Aboriginals bestond uit twee vrouwen, zes mannen en een jongetje. Hun namen waren Toby, Jenny en zoontje Toby, Tambo en Sussy, Billy, Jimmy, Bob en een man waarvan de naam niet bekend is. Ze waren afkomstig van de Palmeilanden en Hinchinbrook-eiland voor de kust van Queensland. Naar eigen zeggen kreeg Cunningham van de beroemde Amerikaanse showman P.T. Barnum de opdracht ‘to secure a number of the finest specimens of Australian Aborigines’ en was dit de aanleiding voor het ronselen van de groep.

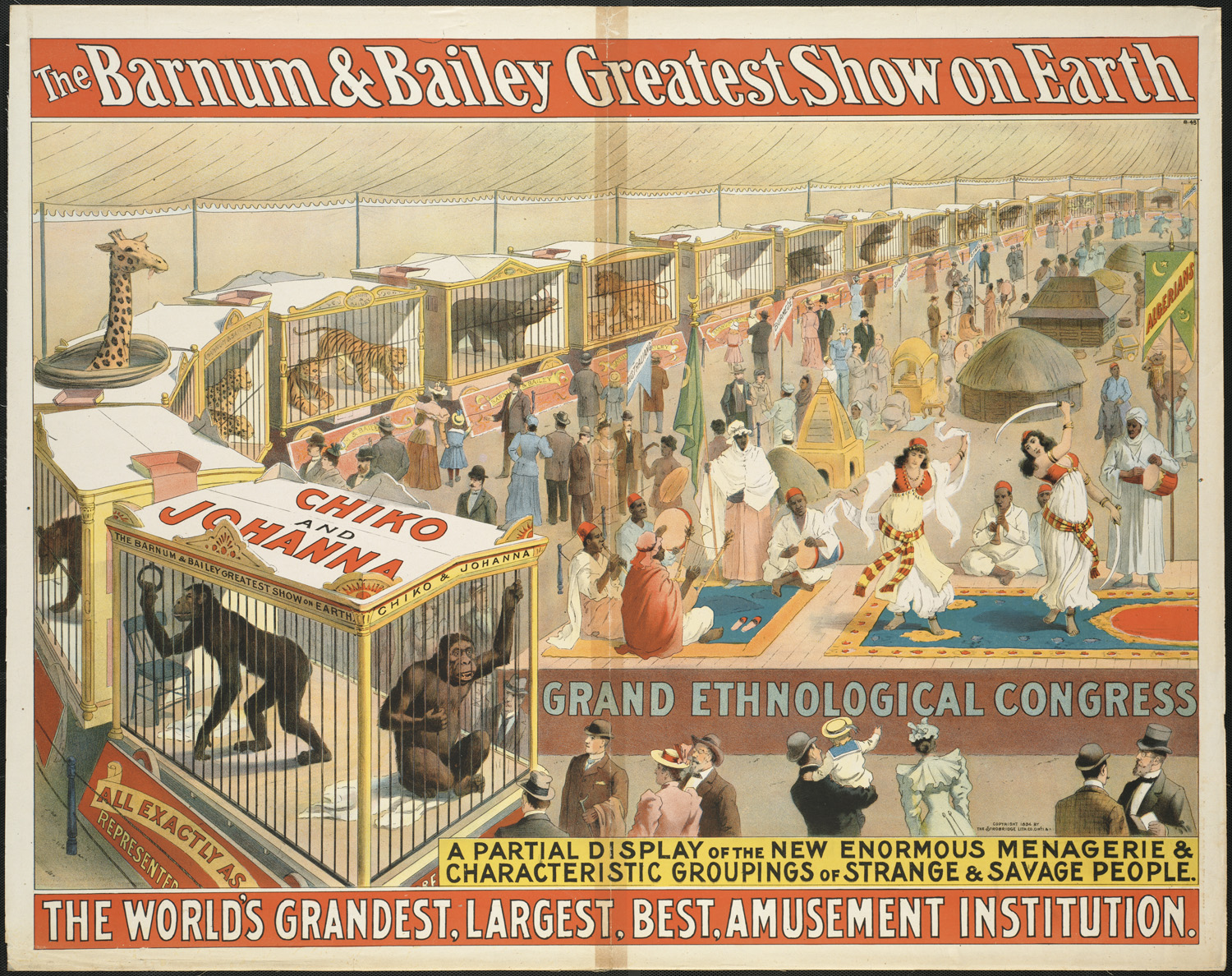
Voorbeeld van een reclameposter van de Barnum & Bailey Greatest Show on Earth met etnologische tentoonstelling

Cunninghams plannen om de groep per schip vanuit Sydney mee te nemen naar Amerika, waren illegaal. In de Australische koloniën gold het meenemen van Aboriginals zonder officiële toestemming als ontvoering. Toen kort voor vertrek twee mannen van de groep in Sydney ervandoor gingen, kwam Cunningham dan ook in het vizier van de autoriteiten. Tijdens de ontsnapping had een van de mannen in paniek een politieman verwond met een mes. In het daarop volgende proces voor de rechtbank stelde de rechter Cunninghams activiteiten aan de kaak. Volgens de avondkrant Evening News hadden twee andere mannen uit de groep in gebrekkig Engels aangegeven vrijwillig met Cunningham te zijn meegegaan, maar leken de anderen niet te weten waar ze naartoe gingen. Cunningham kreeg groen licht om met de groep het land te verlaten toen de hoofdinspecteur van politie in Queensland de rechter ervan verzekerde dat alle negen op vrijwillige basis waren meegegaan.
Op 9 maart 1883 vertrok Cunningham met de groep vanuit Sydney naar Auckland, Nieuw-Zeeland, waar hij ze de eerste keer voor publiek liet optreden. In een advertentie in The New Zealand Herald van 24 maart 1883 worden onder andere de attracties ‘boemerang- en speerwerpen’ en ‘grote corroboree of oorlogsdans’ genoemd. Tevens wordt vermeld dat de groep ‘tatoeages, gesneden met glazen flessen’ zal laten zien. Van Nieuw-Zeeland reisden ze naar San Francisco en uiteindelijk naar Baltimore, waar ze voor de eerste keer voor een Amerikaans publiek moesten optreden als onderdeel van de Barnum & Bailey Greatest Show on Earth. Cunningham leidde de shows die op de eerste dag 30.000 bezoekers telden en die veel media-aandacht kregen. De groep reisde een jaar lang met het circus door Amerika. In de winter van 1883 raakten enkelen ernstig verkouden en op 23 februari 1884 overleed Tambo aan tuberculose. Een paar dagen later stierf de man van wie de naam niet bekend is.
In het voorjaar van 1884 vertrok Cunningham met de 7 overgebleven leden van de groep naar Europa. Het continent bevond zich op het hoogtepunt van het koloniale tijdperk en het tentoonstellen van mensen was hier een veel voorkomende vorm van entertainment. De tournee begon in Engeland, ging verder in Brussel en eindigde uiteindelijk in Duitsland, waar Cunningham concurrentie had van de grote organisator van zogenaamde Völkerschauen Carl Hagenbeck. De groep werd toenemend geteisterd door ziekte en bij een aantal leden werd tuberculose vastgesteld. Op 7 november 1884 overleed Bob in Chemnitz. De rest van de groep was toen al verder getrokken. Jimmy overleed op 31 mei 1885 in Darmstadt gevolgd door Sussy op 23 juni 1885 in Wuppertal-Sonnborn en Toby (de oudere) begin november van hetzelfde jaar in Parijs.

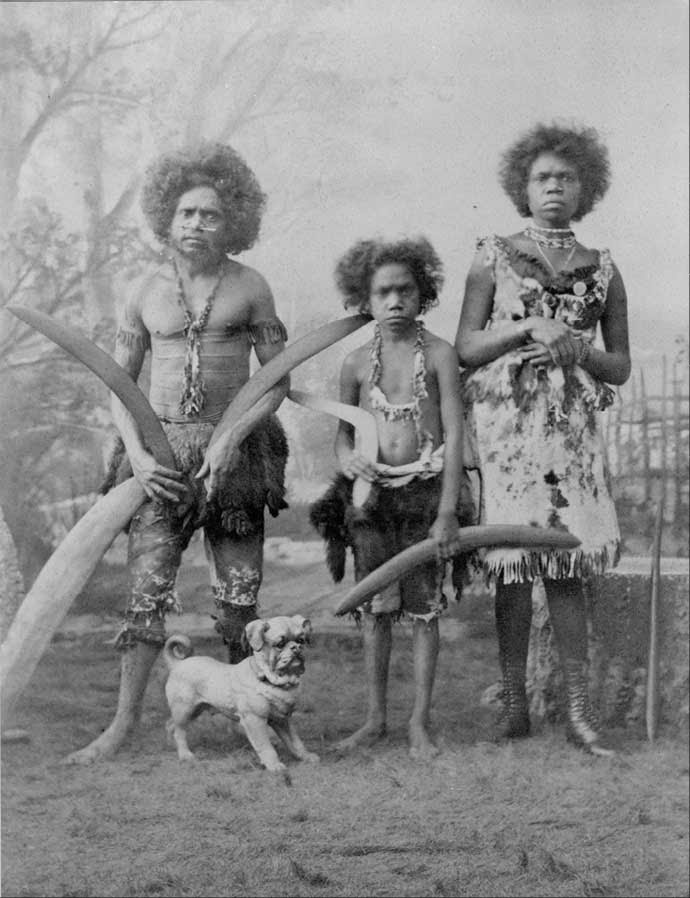
Billy, Jenny en haar zoontje Toby in Parijs (1885)

Met Billy, Jenny en de jonge Toby keerde Cunningham terug naar Engeland. De Liverpoolse krant Daily Albion berichtte op 1 december 1885 dat de drie op weg naar huis waren, maar dit bleek niet juist. In 1886 vertrokken ze met Cunningham op tournee naar Scandinavië, Rusland, Constantinopel, Rome en Wenen. Pas in april 1887 keerden ze terug naar Engeland, waar hun spoor verdwijnt. Cunningham was in 1888 terug in Amerika en in april van dat jaar verbleef hij kort in Townsville. Het is echter niet bekend of Billy, Jenny en Toby tijdens beide reizen bij hem waren.

## De tweede groep
In 1893 vond in Chicago de World’s Columbian Exposition plaats. Voor het etnologische deel van de wereldtentoonstelling werd ook naar ‘objecten’ uit Australië gezocht. Voor Cunningham was dit de gelegenheid voor een nieuwe show en in 1892 was hij weer terug in Queensland om een groep te rekruteren. Daarbij stuitte hij op weerstand. Voor de autoriteiten en de media was niet duidelijk wat er met de vorige groep was gebeurd en daarnaast had hij concurrentie van de journalist en latere Commissaris voor Aboriginalzaken Archibald Meston en zijn compagnon Brabazon Purcell. Beide trokken in 1892 en 1893 door Australië met een groep Aboriginals en Straat Torres-eilanders onder de naam Wild Australia Show. Ook Meston en Purcell hadden plannen om naar Chicago te gaan.
De tweede groep bestond uit twee vrouwen en zes mannen. Hun namen waren William en zijn vrouw Tottie, William (King Bill) en zijn vrouw Jenny, Harry Matthews, Tommy Landerson, Dick Elliot en nog een man die William heette. Ze waren vermoedelijk afkomstig uit Ingham niet ver van de plek waar de eerste groep was geronseld. Cunningham moest dit keer aantonen dat ze allemaal begrepen wat hij met hun voor had. Bovendien moest hij een borgsom van £ 500,- betalen die hij pas terug zou krijgen als hij de groep weer naar huis bracht.
Op 7 augustus 1893 vertrok de groep met Cunningham naar San Francisco, waar ze een aantal optredens hadden. Met name de boemerangshow trok veel aandacht. Cunningham presenteerde de groep als ‘Australian cannibals’ om meer publiek te trekken. Na een tournee door Californië stond de wereldtentoonstelling in Chicago op het programma, gevolgd door New York en Europa. Aan het einde van de tournee waren alleen William (de man van Tottie) en Jenny nog over. Zij belandden in Londen en reisden van daaruit alleen terug naar huis. Cunningham had ze achtergelaten en was zelf  teruggegaan naar Canada.

## Optreden in Nederland

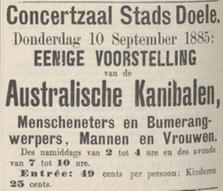
Advertentie in de Delftsche Courant van 9 september 1885, waarin een optreden van Toby, Jenny, hun zoontje Toby en Billy wordt aangekondigd

De eerste groep trad ook op in Nederland. De Delftsche Courant van 9 september 1885 kondigde de ‘eenige voorstelling van de Australische Kanibalen’ aan op 10 september 1885 in Concertzaal Stads Doelen in Delft. In een kort artikeltje meldt het dagblad verder dat het publiek ‘vertegenwoordigers van den op den laagsten trap van beschaving staande menschensoort’ kan zien en merkt op dat een onderzoek van een geneeskundige te Schiedam bevestigt dat er ‘geen bedriegerij in het spel is’.

## Interesse van de antropologie
Antropologen en etnologen toonden veel interesse in etnologische tentoonstellingen. Hier konden zij ‘primitieve’ volkeren van dichtbij observeren. Ook Cunninghams groepen trokken de aandacht van een aantal kopstukken uit de wetenschap.
Beide groepen werden tijdens hun verblijf in Berlijn bijvoorbeeld onderzocht door de arts, antropoloog en etnoloog Rudolf Virchow, oprichter van onder andere het Museum für Völkerkunde in Berlijn (tegenwoordig Ethnologisches Museum) en de Berliner Gesellschaft für Anthropologie, Ethnologie und Urgeschichte (BGAEU). De BGAEU bestaat nog steeds en beheert Virchows omvangrijke verzameling skeletten, schedels en andere menselijke resten, waaronder ook resten van Aboriginals. In 2017 repatrieerde de BGEAU bijvoorbeeld het gemummificeerde lichaam van King Narcha dat in 1904-05 in Queensland werd gestolen door de Duitse antropoloog Hermann Klaatsch. Klaatsch werkte in het laboratorium van Virchow.
Tijdens haar verblijf in Parijs werd de eerste groep onderzocht door de Franse antropoloog Dr. Paul Topinard, lid van de Société d’Anthropologie de Paris. In Brussel werd de eerste groep geëxposeerd in het toenmalige Musée du Nord, waar ze de aandacht trok van de Belgische antropologen Émile Houzé en Victor Jacques. Beide waren verbonden aan de Société d’Anthropologie de Bruxelles (SAB)  die zich richtte op fysiek antropologisch onderzoek. Menselijke dierentuinen boden leden van de SAB de ideale gelegenheid om onderzoeken en metingen uit te voeren op leden van ‘exotische’ volkeren. Houzé en Jacques onderzochten ook leden van de eerste groep. In haar boek Professional Savages. Captive Lives and Western Spectacle onderbouwt de Australische antropologe Roslyn Poignant echter op overtuigende wijze dat de Aboriginals zich niet zomaar onderwierpen en dat de meeste antropologen er maar deels in slaagden om de onderzoeken uit te voeren die ze hadden gepland.
Ten slotte is bekend uit een artikel uit de Delftsche Courant van 9 september 1885 over de komst van de groep, dat een Schiedamse geneeskundige ‘zich na nauwkeurig onderzoek heeft overtuigd van de echtheid van het ras’.

## Repatriëringen
Het is niet bekend wat er met de drie overlevenden van de eerste groep is gebeurd. Van de tweede groep keerden alleen William (de man van Tottie) en Jenny terug naar Australië. Van de meeste overledenen van beide groepen is niet bekend wat er met hun stoffelijk overschot is gebeurd. Slechts twee van hen konden in de afgelopen jaren worden opgespoord en naar Australië worden gerepatrieerd. De menselijke resten van Tambo werden ontdekt in Cleveland, Ohio en in 1994 gerepatrieerd. Die van Bob werden in 2019 vanuit het Duitse Halle naar Australië gerepatrieerd. Sussy ligt begraven op het kerkhof van Wuppertal-Sonnborn. In 2017 werd er een gedenksteen voor haar geplaatst.